# Łada Czernowa
Łada Czernowa, ros. Лада Чернова (ur. 1 grudnia 1970) – rosyjska lekkoatletka specjalizująca się w rzucie oszczepem.
Uczestniczka mistrzostw Europy w roku 2006. Rok później odpadła w kwalifikacjach mistrzostw świata w Osace. W 2005 zwyciężyła w zimowym pucharze Europy w rzutach, a w 2006 zajęła 4. miejsce w zawodach pucharu Europy. W 2006 roku zajęła siódme miejsce podczas zawodów pucharu świata z wynikiem 58,29. Mistrzyni Rosji w 1994, 2006 i 2007 roku. Rekord życiowy: 63,35 (1 sierpnia 2007, Tuła).
W 2008 roku – przed igrzyskami olimpijskimi w Pekinie – została zdyskwalifikowana za stosowanie dopingu (do 14 grudnia 2010). Ponownie została przyłapana na stosowaniu niedozwolonych środków podczas zimowych mistrzostw Rosji w rzutach w 2012, otrzymała wówczas dożywotnią dyskwalifikację.

## Progresja wyników
| Rok  | Wynik | Data       | Miejsce  |
| ---- | ----- | ---------- | -------- |
| 2000 | 56,85 | 24 lipca   | Tuła     |
| 2001 | 58,88 | 17 lutego  | Adler    |
| 2002 | 52,53 | 8 czerwca  | Tuła     |
| 2003 | 56,16 | 22 lutego  | Adler    |
| 2004 | 57,40 | 25 lipca   | Tuła     |
| 2005 | 60,05 | 13 marca   | Mersin   |
| 2006 | 61,25 | 15 czerwca | Tuła     |
| 2007 | 63,35 | 1 sierpnia | Tuła     |
| 2008 | 60,12 | 15 czerwca | Żukowski |
| 2011 | 57,40 | 24 lutego  | Adler    |